# Stefania riae
Espèce
Statut de conservation UICN

 NT  : Quasi menacé
Stefania riae est une espèce d'amphibiens de la famille des Hemiphractidae.

## Répartition
Cette espèce est endémique de l'État de Bolívar au Venezuela. Elle se rencontre de 1 000 à 1 400 m d'altitude sur le cerro Sarisariñama.

## Description
Les mâles mesurent jusqu'à 56 mm et les femelles jusqu'à 59 mm.

## Étymologie
Cette espèce est nommée en l'honneur de Ria Hoogmoed-Verschoor, l'épouse de Marinus Steven Hoogmoed.

## Publication originale
- Duellman & Hoogmoed, 1984 : The taxonomy and phylogenetic relationships of the hylid frog genus Stefania. Miscellaneous Publication, Museum of Natural History, University of Kansas, vol. 75, p. 1–39 (texte intégral).